# Box (infanzia)

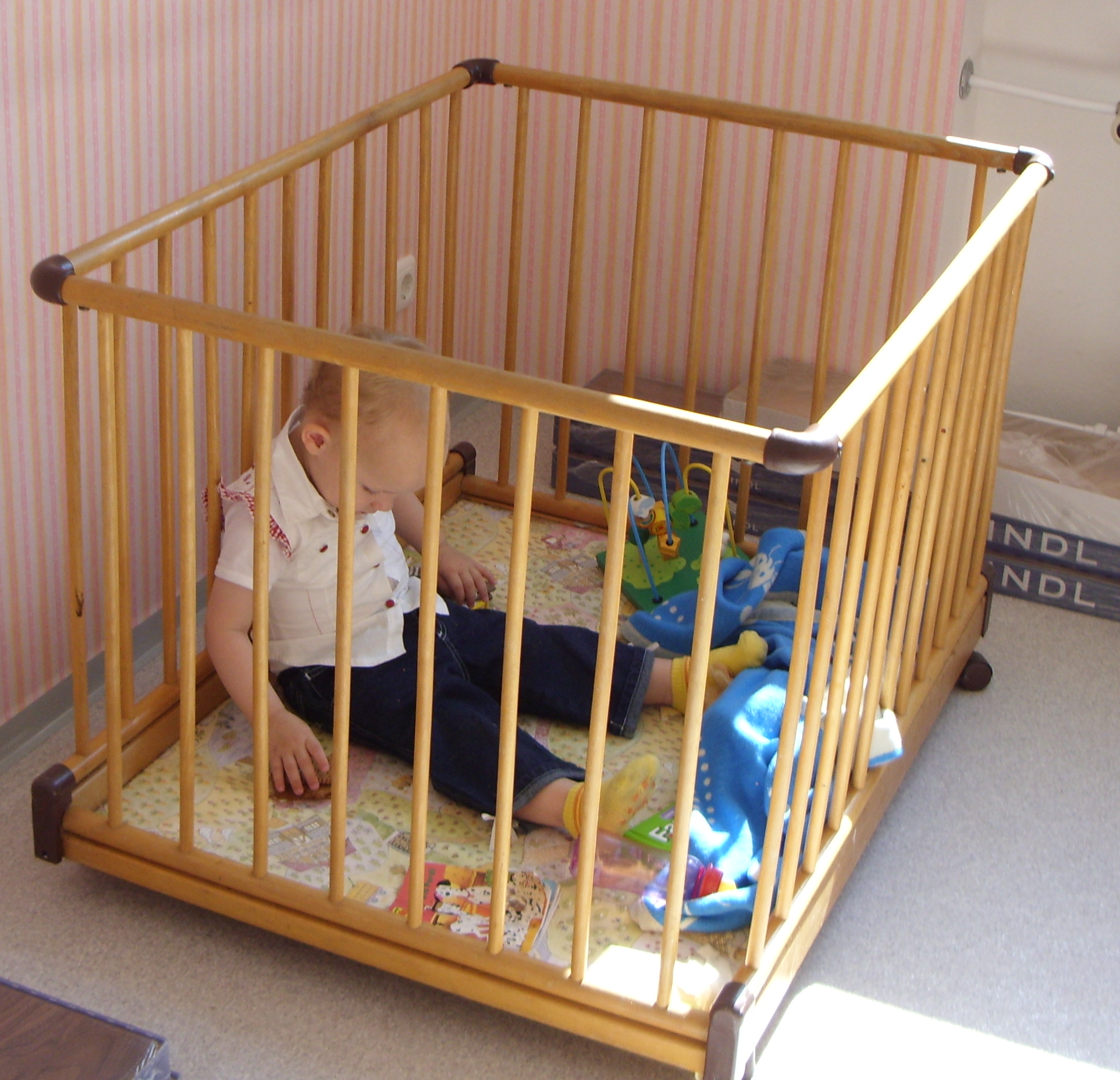
Un box per bambini.

Un box (o parco) per bambini è una struttura mobile, utilizzata prevalentemente in casa, entro cui viene posto un infante o bambino in tenera età che così può rimanere confinato in uno spazio limitato e sicuro, per una più agevole sorveglianza da parte degli adulti.
Il termine inglese "box", che significa letteralmente "scatola", non viene usato nei paesi di lingua anglosassone per indicare il box per bambini, dove è invece chiamato "playpen" o "playard".
I box per bambini sono strutture che comprendono una piattaforma imbottita, generalmente rettangolare, quadrata o rotonda, abbastanza ampia per consentire al bambino una certa libertà di movimento, specialmente nel movimento a "gattoni" quando ancora non è in grado di camminare. La piattaforma è circondata da una recinzione, formata da sbarre o reti, che impedisce al bambino di uscire dal box pur permettendogli di vedere all'esterno. La recinzione è abbastanza robusta da sopportare il peso del bambino quando vi si aggrappa nei suoi primi tentativi di alzarsi in piedi.